# ジョーヴォ
ジョーヴォ（イタリア語: Giovo）は、イタリア共和国トレンティーノ＝アルト・アディジェ州トレント自治県にある、人口約2,500人の基礎自治体（コムーネ）。

## 地理

### 位置・広がり
トレント自治県北部に位置するコムーネ。県都トレントから北北東へ9kmの距離にある。

#### 隣接コムーネ
隣接するコムーネは以下の通り。括弧内のBZはボルツァーノ自治県所属を示す。
- アルビアーノ
- チェンブラ・リジニャーゴ (チェンブラ、リジニャーゴ)
- ラヴィース
- メッツォコローナ
- サロルノ・スッラ・ストラーダ・デル・ヴィーノ (BZ)
- サン・ミケーレ・アッラーディジェ (ファエード)
- トレント

## 行政

### Comunita di valle
トレント自治県が設置した広域行政組織 Comunita di valle 「ヴァッレ・ディ・チェンブラ」 (it:Comunita della Valle di Cembra)  （事務所所在地: ファヴェル）に属する。

### 分離集落
ジョーヴォには、以下の分離集落（フラツィオーネ）がある。
- Verla(capoluogo) (496m s.l.m.), Ville (699), Palù (550), Valternigo (650), Ceola (569),Mosana (429), Masen (790), Serci (644)

## 住民

### 言語
| 少数言語話者の割合（2011年） | 少数言語話者の割合（2011年） | 少数言語話者の割合（2011年） | 少数言語話者の割合（2011年） | 少数言語話者の割合（2011年） |
| ---------------------------- | ---------------------------- | ---------------------------- | ---------------------------- | ---------------------------- |
|                              |                              |                              |                              |                              |
| ラディン語                   | ラディン語                   |                              | 0.2%                         | 0.2%                         |
| モケーニ語                   | モケーニ語                   |                              | 0.0%                         | 0.0%                         |
| チンブロ語                   | チンブロ語                   |                              | 0.5%                         | 0.5%                         |

2011年10月9日に行われた国勢調査によれば、若干のチンブロ語話者とラディン語話者がいる。

## 人物

### 著名な出身者
- フランチェスコ・モゼール - 自転車ロードレース選手
- ジルベルト・シモーニ - 自転車ロードレース選手